# Rada Północnoatlantycka
Rada Północnoatlantycka (ang. North Atlantic Council, NAC) – najważniejszy organ decyzyjny NATO. Wydaje ona deklaracje i komunikaty, skierowane do opinii publicznej oraz państw, które nie są członkami NATO, w których uzasadnia przyczyny podjęcia określonych działań przez Sojusz Północnoatlantycki. Ponadto, Rada Północnoatlantycka stanowi podstawową platformę konsultacyjną dla państw członkowskich w kwestiach dotyczących ich bezpieczeństwa.

## Historia
Rada Północnoatlantycka jest jedynym organem NATO, który powstał i działa wyłącznie na podstawie Traktatu północnoatlantyckiego, przyjętego 4 kwietnia 1949 roku. Traktat dał Radzie Północnoatlantyckiej możliwość tworzenia organów jej podległych. Dlatego też jej prace wspierają liczne rady i komitety.

## Struktura i działanie
W skład Rady Północnoatlantyckiej wchodzą reprezentanci wszystkich państw członkowskich NATO. Przewodniczy jej sekretarz generalny. 
Podstawowym szczeblem, na którym obraduje Rada Północnoatlantycka, jest szczebel Stałych Reprezentantów wszystkich państw członkowskich NATO, z których każdy posiada rangę ambasadora. Spotykają się oni na posiedzeniach przynajmniej raz w tygodniu. Spotkania Stałych Reprezentantów odbywają się pod egidą Sekretarza Generalnego NATO lub jego zastępcy. Ambasador lub Stały Reprezentant o najdłuższym stażu w radzie zostaje mianowany jej przewodniczącym. W określonych sytuacjach, np. w czasie wyborów nowego Sekretarza Generalnego NATO, przewodniczy on obradom Rady. Rada obraduje również około dwa razy do roku na szczeblu Ministrów Spraw Zagranicznych i Ministrów Obrony Narodowej. Jeden z ministrów spraw zagranicznych przyjmuje wówczas rolę Honorowego Przewodniczącego obrad. W sytuacjach nadzwyczajnych zwoływane są szczyty szefów państw  członkowskich NATO. Wszystkie decyzje podjęte przez Radę Północnoatlantycką wchodzą w życie z taką samą mocą, niezależnie od szczebla, na którym zostały podjęte.
Temat obrad dotyczyć może dowolnej kwestii związanej z działalnością NATO. Może on być podjęty pod wpływem raportu jednej z podległych Radzie komisji na prośbę stałego reprezentanta, który działa jako pośrednik między Radą a rządem swojego państwa, albo sekretarza generalnego.
Podczas obrad Rady Północnoatlantyckiej na szczeblu ministrów obrony narodowej albo kiedy omawiane są kwestie obronne lub związane ze strategią obrony, w prace przygotowawcze mogą być włączone także inne wysokie komitety, które są najwyższymi rangą organami doradczymi np. Wykonawcza Grupa Robocza. Jeżeli porządek obrad przewiduje dyskusje o kwestiach finansowych, to prace przygotowawcze przed posiedzeniami są prowadzone przez Wysoki Urząd ds. Zasobów (SRB), Komitet Budżetu Cywilnego (CBC) lub Komitet Budżetu Wojskowego (MBC), w zależności od tego, która z tych instytucji jest w danym przypadku najwłaściwsza. Wysoki Komitet, wybrany zgodnie z jego kompetencjami, w zależności od omawianego zagadnienia przyjmuje wiodącą rolę w zakresie przygotowania posiedzenia Rady oraz późniejszego nadzoru nad wdrażaniem decyzji. 
Rada podejmuje decyzje jednomyślnie, bez głosowania, przez konsensus. Przestrzeganie decyzji Rady jest obligatoryjne dla państw członkowskich.
Polskim przedstawicielem w strukturach Rady Północnoatlantyckiej jest Tomasz Szatkowski, który jest ambasadorem Rzeczypospolitej Polskiej przy NATO.

### Struktura Sztabu Międzynarodowego
Struktura w 2015
Sztab Międzynarodowy to biuro sekretarza generalnego, siedem wydziałów oraz samodzielne biura. Przy sekretarzu generalnym działają: Cywilno-Wojskowy Komitet Budżetowy, Główny Zarząd ds. Zasobów i Międzynarodowy Zarząd ds. Audytu. 
Biuro Sekretarza Generalnego
- Dyrektor Biura
- zastępca sekretarza generalnego
- Biuro Doradców Prawnych
- Oddział Planowania Polityki

Wydziały i samodzielne biura
- Wydział Zarządzający
- Wydział ds. Polityki i Bezpieczeństwa
- Wydział ds. Obronnych i Planowania
- Wydział ds. Operacyjnych
- Wydział ds. Inwestycji Obronnych
- Wydział ds. Dyplomacji
- Wydział ds. Nowych Wyzwań
- Biuro ds. Bezpieczeństwa
- Biuro ds. Zasobów
- Biuro Kontrolera Finansowego